# Bicker Gauntlet
Bicker Gauntlet – wieś w Anglii, w hrabstwie Lincolnshire. Leży 41 km na południowy wschód od Lincoln i 158 km na północ od Londynu.